# Communauté de communes Cœur de Saintonge
La Communauté de communes Cœur de Saintonge, anciennement appelée Communauté de communes Charente-Arnoult-Cœur de Saintonge, est une communauté de communes française, située dans le département de la Charente-Maritime.

## Historique
- 29 août 2019 : par arrêté préfectoral no 17-2019-08-29-004, la Communauté de communes Charente-Arnoult-Cœur de Saintonge prend le nom de Communauté de communes Cœur de Saintonge[1].
- 1er janvier 2013 : deux nouvelles communes rejoignent la communauté de communes (Balanzac et Nancras).
- 9 février 2006 : nomination bureau à la suite de la démission du président
- 2 septembre 1998 : changement de nom de la communauté de communes du canton de Saint-Porchaire qui devient communauté de communes Charente-Arnoult Cœur de Saintonge
- 23 décembre 1996 : modification du périmètre de la communauté de communes
- 30 décembre 1993 : création de la communauté de communes de Saint-Porchaire
- 14 décembre 1993 : définition du périmètre de la communauté de communes du canton de Saint-Porchaire

## Territoire communautaire

### Géographie physique
Située au centre  du département de la Charente-Maritime, la communauté de communes Charente-Arnoult-Cœur de Saintonge regroupe 18 communes et présente une superficie de 271,8 km2.

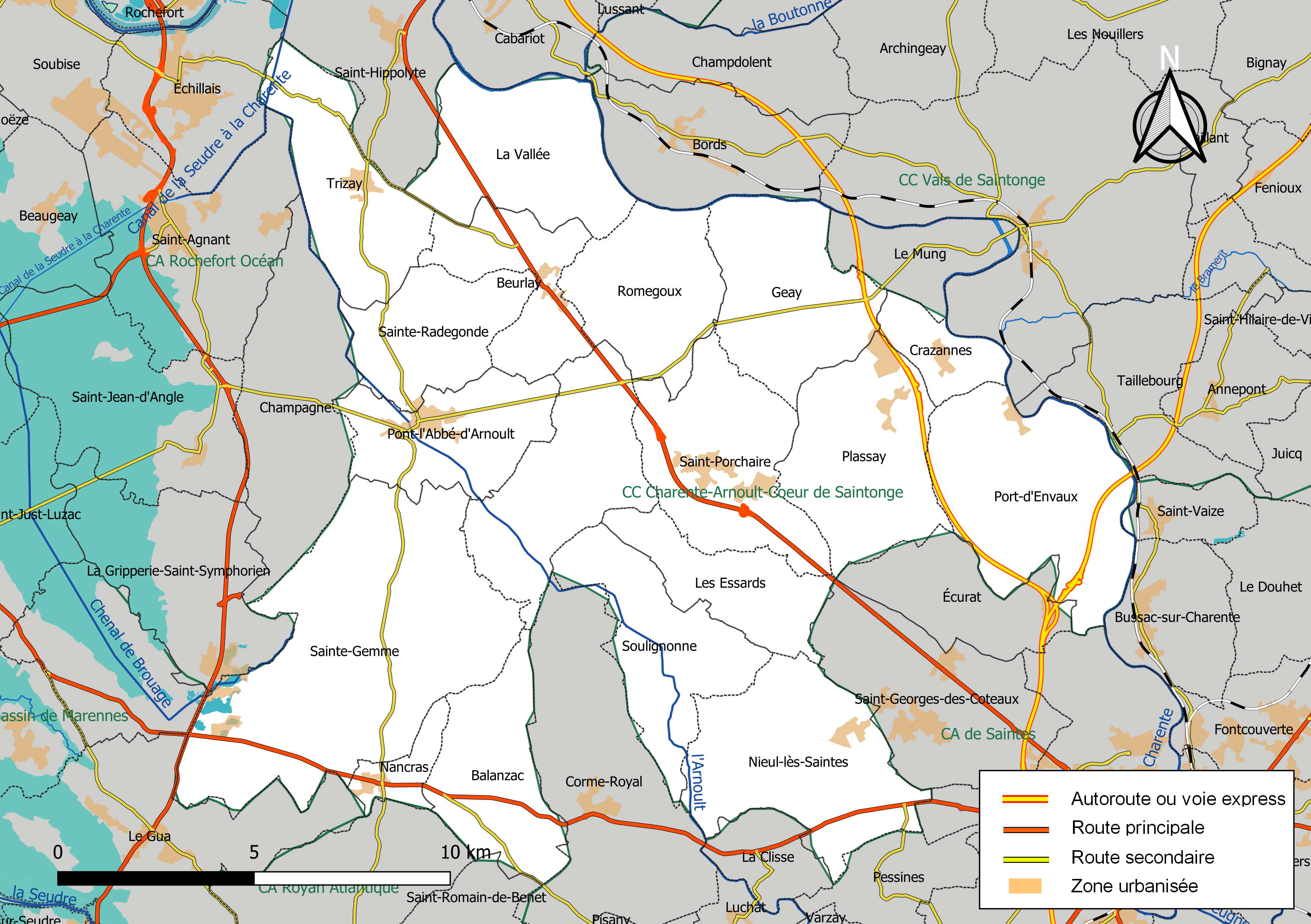
Carte de la communauté de communes Charente-Arnoult-Cœur de Saintonge au 1er janvier 2019.

### Composition

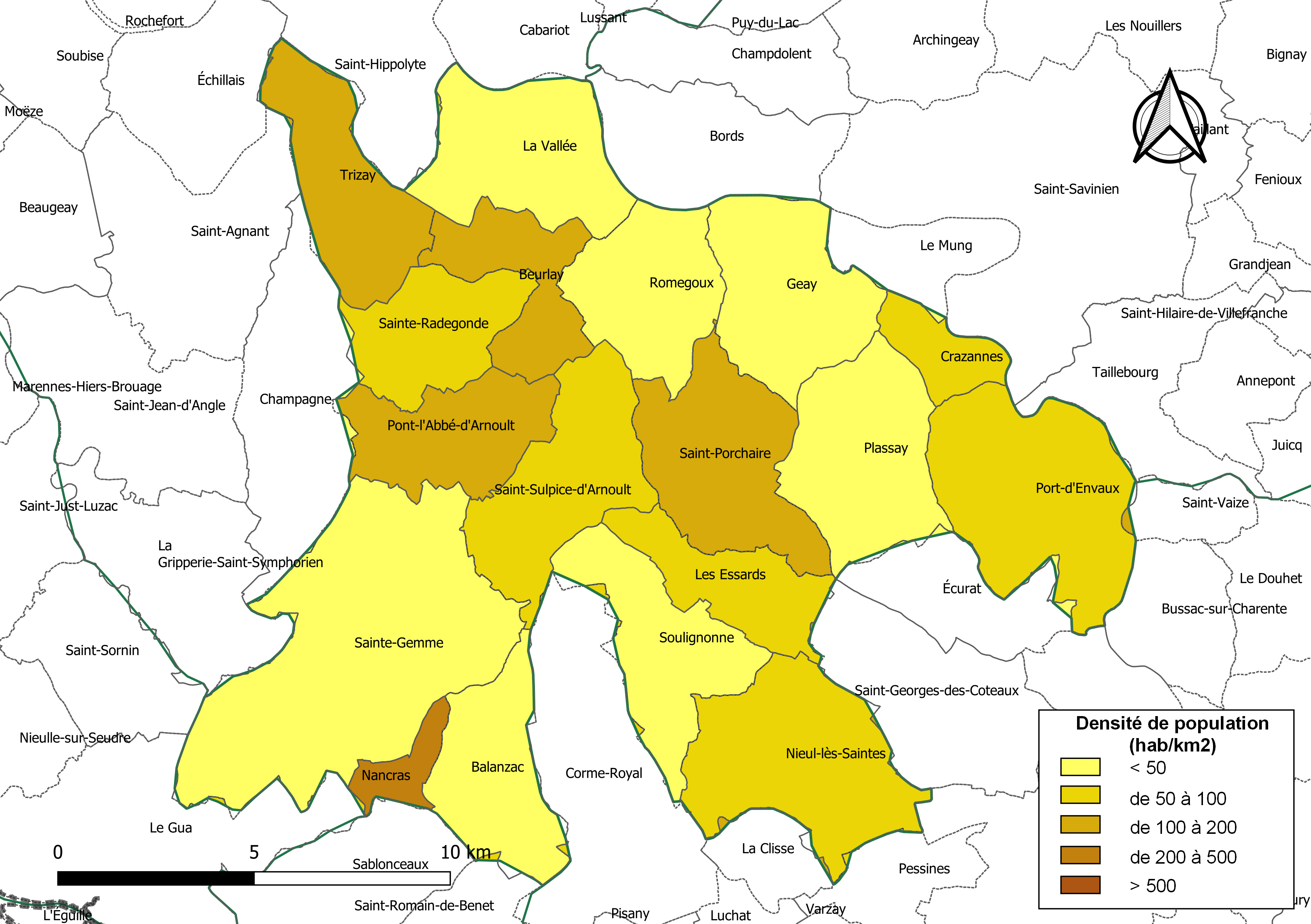
Carte des densités de population (millésimée 2016) des communes de la communauté de communes Charente-Arnoult-Cœur de Saintonge. Composition en communes au 1er janvier 2019.

La communauté de communes est composée des 18 communes suivantes :

| Nom                     | Code Insee | Gentilé            | Superficie (km2) | Population (dernière pop. légale) | Densité (hab./km2) |
| ----------------------- | ---------- | ------------------ | ---------------- | --------------------------------- | ------------------ |
| Saint-Porchaire (siège) | 17387      | Saint-Porcherois   | 17,4             | 1 988 (2022)                      | 114                |
| Balanzac                | 17030      | Balanzacais        | 12,75            | 614 (2022)                        | 48                 |
| Beurlay                 | 17045      | Beurlaisiens       | 9,71             | 1 003 (2022)                      | 103                |
| Crazannes               | 17134      | Crazannais         | 4,81             | 442 (2022)                        | 92                 |
| Les Essards             | 17154      | Essartais          | 9,66             | 733 (2022)                        | 76                 |
| Geay                    | 17171      | Geayais            | 15,9             | 783 (2022)                        | 49                 |
| Nancras                 | 17255      | Nancrassiens       | 3,06             | 795 (2022)                        | 260                |
| Nieul-lès-Saintes       | 17262      | Nieulais           | 20,41            | 1 213 (2022)                      | 59                 |
| Plassay                 | 17280      | Plassayens         | 16,87            | 817 (2022)                        | 48                 |
| Pont-l'Abbé-d'Arnoult   | 17284      | Pontilabiens       | 12,41            | 1 793 (2022)                      | 144                |
| Port-d'Envaux           | 17285      | Port-d'Envallois   | 22,55            | 1 170 (2022)                      | 52                 |
| Romegoux                | 17302      | Romégousiens       | 13,25            | 623 (2022)                        | 47                 |
| Saint-Sulpice-d'Arnoult | 17408      | Saint-Sulpiçois    | 16,12            | 919 (2022)                        | 57                 |
| Sainte-Gemme            | 17330      | Sainte-Gemmois     | 40,91            | 1 364 (2022)                      | 33                 |
| Sainte-Radegonde        | 17389      | Sainte-Radegondais | 11,14            | 578 (2022)                        | 52                 |
| Soulignonne             | 17431      | Soulignonnais      | 14,31            | 742 (2022)                        | 52                 |
| Trizay                  | 17453      | Trizayens          | 14,13            | 1 505 (2022)                      | 107                |
| La Vallée               | 17455      | Vallois            | 16,37            | 683 (2022)                        | 42                 |

### Démographie
- Population : 17 563 habitants (en 2021), soit 2,66 % de la population du département.

- Densité de population en 2021 : 64,6 hab/km2, (Charente-Maritime : 96,4 hab/km2).

- Évolution annuelle moyenne de la population (entre 2015 et 2021): + 0,4 % (+ 0,6 % pour le département).

- Pas de commune de plus de 2 000 habitants.

Cette structure intercommunale est la seule de Charente-Maritime à ne pas avoir de commune de plus de 2 000 habitants,.
| 1968   | 1975   | 1982   | 1990   | 1999   | 2010   | 2015   | 2021   |
| ------ | ------ | ------ | ------ | ------ | ------ | ------ | ------ |
| 10 701 | 10 316 | 11 116 | 12 117 | 13 107 | 15 987 | 17 168 | 17 563 |

## Compétences
- Aménagement de l'espace
  - Aménagement rural (à titre facultatif)
  - Création et réalisation de zone d'aménagement concerté (ZAC) (à titre obligatoire)
  - Schéma de cohérence territoriale (SCOT) (à titre obligatoire)
  - Schéma de secteur (à titre obligatoire)
- Développement et aménagement économique
  - Action de développement économique (Soutien des activités industrielles, commerciales ou de l'emploi, soutien des activités agricoles et forestières...) (à titre obligatoire)
  - Création, aménagement, entretien et gestion de zone d'activités industrielle, commerciale, tertiaire, artisanale ou touristique (à titre obligatoire)
  - Tourisme (à titre obligatoire)
- Développement et aménagement social et culturel
  - Activités culturelles ou socioculturelles (à titre facultatif)
  - Activités périscolaires (à titre facultatif)
- Environnement
  - Collecte et traitement des déchets des ménages et déchets assimilés (à titre optionnel)
  - Politique du cadre de vie (à titre optionnel)
  - Protection et mise en valeur de l'environnement (à titre optionnel)
- Logement et habitat
  - Opération programmée d'amélioration de l'habitat (OPAH) (à titre facultatif)
  - Programme local de l'habitat (à titre facultatif)
- Sanitaires et social - Action sociale (à titre facultatif)
- Voirie - Création, aménagement, entretien de la voirie (à titre optionnel)

## Fiscalité
- Régime fiscal au 1er janvier 2007: Taxe Professionnelle Unique (TPU).